# Шевино (Псковская область)
Шевино — деревня в Себежском районе Псковской области России. Входит в состав Красноармейской волости. Численность населения деревни по оценке на начало 2001 года составляла 51 житель.

## География
Расположена на юго-восточном берегу озера Шевино, на автодороге 58К-489, вблизи деревень Залесье, Зашевенье, Ханево,  в 44 км к востоку от города Себеж и в 10 км к востоку от посёлка городского типа Идрица.

## Население
| 2001 | 2002 | 2010 |
| ---- | ---- | ---- |
| 51   | ↘47  | ↘25  |

### Национальный и гендерный состав
Согласно результатам переписи 2002 года, в национальной структуре населения русские составляли 98 % от общей численности в 47 чел., из них 24 мужчины, 23 женщины.

## Инфраструктура
Личное подсобное хозяйство.
Основа экономики — сельское хозяйство.

## Транспорт
Деревня доступна автотранспортом по региональной автодороге 58К-489.
От деревни отходит автомобильная дорога общего пользования местного значения «Шевино — Залесье» (идентификационный номер 58-254-830 ОП МП 58Н-113), протяженностью в 2,1	км.